# La guarnigione immortale
La guarnigione immortale (in russo Бессмертный гарнизон?, Bessmertnyj garnizon) è un film del 1956 diretto da Zachar Agranenko e Ėduard Tissė.
Presentata alla 17ª Mostra internazionale d'arte cinematografica di Venezia, la pellicola ha ricevuto un riconoscimento speciale dalla giuria.

## Trama
Maggio 1945. I soldati sovietici stanno combattendo a Berlino. Da qualche parte vicino alla capitale del Terzo Reich, le truppe corazzate sovietiche liberano un campo di prigionieri di guerra sovietici. Alle porte del campo li aspettano prigionieri di guerra armati sotto il comando del maggiore con la barba grigia, che aveva preso il controllo del campo in precedenza. Dopo un caloroso benvenuto, il capo dei prigionieri di guerra racconta al comandante dei carri armati la sua storia e quella dell'eroica difesa della Fortezza di Brėst. A quanto pare, poco prima dello scoppio della seconda guerra mondiale, queste due persone si conoscevano e servivano nelle vicine guarnigioni di Brėst. Un maggiore di nome Baturin ha difeso la fortezza fino alla fine e ne è stato l'ultimo difensore catturato dai tedeschi che attaccavano; il commissario Kucharkow, in servizio nella divisione per sostenere i difensori in caso di attacco, era stato catturato già il primo giorno di combattimento, ma era poi riuscito a fuggire. Entrambi gli uomini erano convinti della morte dell'altro.

## Critica
Questo film sovietico rappresenta forse per la prima volta i sovietici, non solo i tedeschi, che vedono le loro difese sommerse e morire in agonia, mostrando l'alto prezzo della vittoria sovietica e l'immensa angoscia del suo popolo.
La concezione del film è piuttosto primitiva. I personaggi mancano di profondità e di individualità. L'eroe non smette mai di chiedersi perché l'esercito sia stato lasciato in un tale scompiglio. Ma nella sua rappresentazione della guerra come un'intrusione da incubo e violenta nella calda intimità delle famiglie, che distrugge spietatamente le poche isole di felicità rimaste, La guarnigione immortale apre la strada ai grandi film sovietici di guerra del 1957 e 1958, come Soldaty, Quando volano le cicogne e La casa dove abito.